# Camille Cottin
Camille Cottin (Boulogne-Billancourt, 1º dicembre 1978) è un'attrice francese.

## Biografia
Nata a Boulogne-Billancourt, frequenta il liceo francese Charles de Gaulle di Londra prima di tornare in Francia come insegnante di lingua inglese. Segue l'accademia di teatro e arte drammatica di Jean Périmony, per poi unirsi alla compagnia Théâtre du Voyageur; in questo periodo recita alcune piccole parti per varie produzioni cinematografiche e televisive. Nel 2013 diviene celebre interpretando la protagonista di Connasse (epiteto di lingua francese, traducibile con «stronza» in lingua italiana), produzione di Silex Films per Canal+: si tratta di una serie composta da piccoli sketch, della durata di circa due minuti ciascuno, inseriti nel programma televisivo Le Before du Grand Journal e poi in Le Grand Journal. Nel 2014 gli episodi sono stati raccolti in DVD.
Nello stesso anno è tra le protagoniste della commedia Les Gazelles. Nel 2015 si conferma sul grande schermo con Connasse, princesse des cœurs, il film di produzione franco-belga tratto dalla precedente serie, che le vale la candidatura a miglior promessa femminile ai Premi César 2016. A partire dal 2015 interpreta inoltre l'agente Andréa Martel nella fortunata serie Chiami il mio agente! (Dix pour cent), trasmessa dapprima su France 2 ed in seguito distribuita in tutto il mondo da Netflix. La serie proseguirà per un totale di quattro stagioni fino al 2020.
Nel 2016 è nel casting del thriller Iris — ispirato al giapponese Chaos del 2000 — e della commedia Cigarettes et Chocolat chaud. Recita inoltre un ruolo secondario nell'americano Allied - Un'ombra nascosta di Robert Zemeckis. Nel 2017 è protagonista, al fianco di Juliette Binoche, in Tale madre tale figlia (Telle mère, telle fille). L'anno seguente recita in Larguées, per la regia di Éloïse Lang, già coautrice di Connasse. Nel 2019 è in Mouche, adattamento francese della celebre serie televisiva Fleabag di Phoebe Waller-Bridge, oltre che nei lungometraggi Deux moi, di Cédric Klapisch, L'hotel degli amori smarriti (Chambre 212), di Christophe Honoré e Il mistero Henri Pick (Le Mystère Henri Pick), di Rémi Bezançon. Nel 2020 appare in alcuni episodi della terza stagione della serie televisiva britannica Killing Eve.

## Vita privata
Ha due figli: Leon, nato nel 2009, ed Anna, nata nel 2015.

### Impegno nel sociale
Da sempre attenta al problema della discriminazione sessuale e al tema delle pari opportunità, è membro del Collectif 50/50 che si batte per promuovere la parità dei sessi in ambito cinematografico e televisivo. Nel 2019 ha fondato, con Shirley Kohn, la società di produzione femminista Malmö.

## Filmografia

### Cinema
- Les Gazelles, regia di Mona Achache (2013)
- I Kissed a Girl (Toute première fois), regia di Noémie Saglio (2015)
- Our Futures, regia di Rémi Bezançon (2015)
- Connasse, princesse des cœurs, regia di Éloïse Lang e Noémie Saglio (2015)
- Iris, regia di Jalil Lespert (2016)
- Allied - Un'ombra nascosta (Allied), regia di Robert Zemeckis (2016)
- Cigarettes et Chocolat chaud, regia di Sophie Reine (2016)
- Tale madre tale figlia (Telle mère, telle fille), regia di Noémie Saglio (2017)
- Larguées, regia di Éloïse Lang (2018)
- La prima vacanza non si scorda mai (Premières vacances), regia di Patrick Cassir (2018)
- Deux moi, regia di Cédric Klapisch (2019)
- L'hotel degli amori smarriti (Chambre 212), regia di Christophe Honoré (2019)
- Il mistero Henri Pick (Le Mystère Henri Pick), regia di Rémi Bezançon (2019)
- La ragazza di Stillwater (Stillwater), regia di Tom McCarthy (2021)
- House of Gucci, regia di Ridley Scott (2021)
- Mon légionnaire, regia di Rachel Lang (2021)
- Golda, regia di Guy Nattiv (2023)
- Assassinio a Venezia (A Haunting in Venice), regia di Kenneth Branagh (2023)
- Ricomincio da me (Toni, en famille), regia di Nathan Ambrosioni (2023)
- L'impero (L'Empire), regia di Bruno Dumont (2024)
- Tre amiche (Trois Amies), regia di Emmanuel Mouret (2024)

### Televisione
- Fracture, regia di Alain Tasmae – film TV (2010)
- Chiami il mio agente! (Dix pour cent) – serie TV, 24 episodi (2015-2020)
- Calls – serie TV, episodio 1x04 (2017)
- Mouche – serie TV, 6 episodi (2019)
- Killing Eve – serie TV, 9 episodi (2020-2022)

## Doppiatrici italiane
Nelle versioni in italiano delle opere in cui ha recitato, Camille Cottin è stata doppiata da:
- Barbara De Bortoli in Chiami il mio agente!, Killing Eve, Assassinio a Venezia, L'impero
- Francesca Guadagno in Iris
- Deborah Ciccorelli ne La prima vacanza non si scorda mai
- Cristina Giolitti in L'hotel degli amori smarriti
- Daniela Abruzzese in Il mistero Henry Pick
- Sabine Cerullo in La ragazza di Still Water
- Selvaggia Quattrini in House of Gucci
- Alessandra Eleonori in Ricomincio da me
- Francesca Fiorentini in Golda

## Riconoscimenti
- 2016 – Premi César:
  - Candidatura come miglior promessa femminile per Connasse, princesse des cœurs.